# Opioïde peptide
Opioïde peptiden zijn korte ketens van aminozuren die zich binden aan opioïde receptoren in de hersenen. Opiaten en opioïden bootsen de werking van deze peptiden na. De effecten van deze peptiden variëren, maar ze lijken allemaal op opiaten. Opioïde peptide-systemen in de hersenen staan er om bekend dat zij een belangrijke rol spelen in de motivatie, emotie, hechting, de reactie op pijn en op stress en de controle van voedselinname.
Opioïde peptiden kunnen door het lichaam zelf worden geproduceerd, bijvoorbeeld endorfinen, maar kunnen ook van andere oorsprong zijn, exorfines. Zo kunnen opioïde peptiden het resultaat zijn van onvoldoende verteerd zuiveleiwit, of casomorfinen, gluten, glutenexorfinen, en spinazie, rubiscolinen, maar deze hebben beperkte fysiologische activiteit. De opioïde peptiden in voeding hebben meestal een lengte van 4-8 aminozuren. Lichaamseigen opioïden zijn over het algemeen veel langer.
De biologische betekenis van opioïde peptiden is moeilijk te achterhalen, omdat zij in een vroeg stadium van de evolutie hun functie hebben gekregen, men schat 600 miljoen jaar geleden. Het wordt aangenomen dat ze bij zoogdieren een belangrijke rol spelen bij het opbouwen van afweer.

## Opioïde peptiden door het lichaam geproduceerd
Er zijn drie families van endogeen geproduceerde opioïde peptides bekend: de endorfines, de enkefalines en de dynorfines. Elk van deze precursors wordt via proteaseenzymen geproduceerd vanuit drie grote precursorproteïnen: pro-opiomelanocortine POMC, prepro-enkefaline, of pro-enkefaline A, en preprodynorfine, of pro-enkefaline B.
- POMC bevat de aminozuursequenties van de endogene opioïden met-enkefaline, β-endorfine, gamma-endorfine en verschillende peptides zonder opioïde werking, waaronder corticotropine ACTH, β-lipotropine en melanotropine. De nucleotidesequentie van het humane gen voor POMC werd in 1980 gevonden.
- Prepro-enkefaline bevat zes eenheden met-enkefaline en een leu-enkefaline. Het menselijk gen voor enkefaline werd geïsoleerd en de sequentie ervan beschreven in 1982.[3]
- Preprodynorfine bevat sequenties voor verschillende actieve opioïde peptiden die de leu-enkefalinesequentie bevatten, waaronder dynorfine A, dynorfine B en α- en β-neoendorfines. Het menselijk gen voor dynorfine, oorspronkelijk onder de naam enkefaline B-gen, omdat de sequentie gelijkenis vertoont met het enkefalinegen, werd geïsoleerd en de sequentie ervan beschreven in 1983.[4]
- Adrenorfine en amidorfine werden in de jaren 80 ontdekt.
- Opiorfine, aangetroffen in menselijk speeksel, is een enkefalinaseremmer en voorkomt de stofwisseling van enkefalinen.

## Opioïde peptiden in voedsel
- Casomorfine, uit melk
- Glutenexorfine, van gluten
- Gliadorfine/gluteomorfine, van gluten
- Rubiscoline, uit spinazie

## Microbiële opioïde peptiden
- Deltorfine I en II, schimmels
- Dermorfine, van onbekende bacteriën

## Synthetische opioïde peptiden
Er zijn ook een groot aantal synthetische opioïde peptiden, bijvoorbeeld DAMGO, DPDPE, DSLET, DADL en CTOP.